# リッチー・ウッドホール
リッチー・ウッドホール（Richie Woodhall、1968年4月17日 - ）は、イギリスの男性プロボクサー。イングランド・バーミンガム出身。元WBC世界スーパーミドル級王者。1988年ソウルオリンピックライトミドル級銅メダリスト。

## アマチュア時代
1988年ソウルオリンピックに出場したウッドホールは2回戦から登場。2回戦を完封で勝利を収め突破すると3回戦も完封。準々決勝も完封すると準決勝で後の世界4階級制覇王者で決勝で物議の判定に泣いたロイ・ジョーンズ・ジュニアに完封されはしたが銅メダルを獲得した。
ウッドホールは1990年のコモンウェルスゲームズで金メダル獲得を手土産にしてプロに転向した。

## プロ時代
1990年10月18日、ウッドホールはプロデビューを果たし3回TKO勝ちを収め白星でデビューを飾った。
1991年10月31日、コリー・ピータースと対戦し8回判定勝ちを収めた。
1992年3月26日、ビト・ガウディオシとコモンウェルスイギリス連邦ミドル級王座決定戦を行い、初回1分1秒KO勝ちを収め王座獲得に成功した。
1992年10月1日、ジョン・アシュトンと対戦し12回判定勝ちを収め初防衛に成功した。
1993年4月24日、ロヤン・ハモンドと対戦し10回判定勝ちを収めた。
1993年10月27日、ゲーリー・ミーキンソンと対戦し12回判定勝ちを収め2度目の防衛に成功した。
1994年10月5日、ジャッケス・レブランクと対戦し12回判定勝ちを収め3度目の防衛に成功した。
1994年11月30日、アート・セルワーノと対戦し11回TKO勝ちを収め4度目の防衛に成功した。
1995年2月22日、後のWBA世界ライトヘビー級王者シルビオ・ブランコとEBUヨーロッパミドル級王座決定戦で対戦し9回1分36秒TKO勝ちを収め王座獲得に成功した。
1995年10月25日、ズドラブコ・コスティックと対戦し12回判定勝ちを収め初防衛に成功した。
1996年1月31日、デレク・ウォーマルドと対戦し10回2分10秒TKO勝ちを収め2度目の防衛に成功した。
1996年10月19日、WBC世界ミドル級王者キース・ホームズと対戦し初黒星となる12回2分32秒TKO負けを喫し王座獲得に失敗した。
1997年9月11日、バーナイン・バーベルと対戦し3回2分48秒TKO勝ちを収めた。
1998年3月27日、WBC世界スーパーミドル級王者スラニー・マリンガと対戦し12回3-0(118-109、117-111、118-110)の判定勝ちを収め王座獲得に成功した。
1998年9月5日、後のWBC世界スーパーミドル級王者グレン・キャトリーと対戦し12回2-0(114-114、116-113、115-113)の判定勝ちを収め初防衛に成功した。
1999年2月13日、元WBC世界スーパーミドル級王者ビンチェンツオ・ナルディエッロと対戦し6回1分44秒TKO勝ちを収め2度目の防衛に成功した。
1999年10月23日、マルクス・バイエルと対戦し12回0-3(113-114、113-115、111-115)の判定負けを喫し3度目の防衛に失敗し王座から陥落した。
2000年12月16日、シェフィールドのシェフィールド・アリーナでWBO世界スーパーミドル級王者ジョー・カルザゲと対戦し9回にダウンを奪われ10回28秒TKO負けを喫しWBCに続く王座獲得に失敗した試合を最後に現役引退を表明した。

## 獲得タイトル
- コモンウェルスイギリス連邦ミドル級王座
- EBUヨーロッパミドル級王座
- WBC世界スーパーミドル級王座（防衛2）